# 拉納韋島
拉納韋島（英語：Runaway Island），是南極洲的島嶼，位於葛拉漢地的法利埃海岸，處於內尼島西端以西1.3公里的瑪格麗特灣，在1936年由英國探險隊繪入地圖，現時由南極條約體系管理。